# Stand Inside Your Love
"Stand Inside Your Love" er en sang skrevet af Billy Corgan og indspillet af Smashing Pumpkins. Sangen blev udgivet som den første officielle single fra albummet MACHINA/the Machines of God fra 2000. 
Singlen blev udgivet d. 21. februar 2000 og indeholdt b-siden "Speed Kills". Denne version af "Speed Kills" er dog ikke den samme, som blev udgivet på MACHINA II/Friends and Enemies of Modern Music i september 2000. Det var bandets første officielle singleudgivelse med Jimmy Chamberlin siden 1996. Billy Corgan dedikerede i august 2000 under en koncertoptagelse til VH1 Storytellers sangen til sin daværende kæreste Yelena Yemchuk, der i øvrigt spiller hovedrollen i musikvideoen. Det amerikanske rockband Say Anything spillede sangen live på deres seneste turné med Manchester Orchestra. 
"Stand Inside Your Love" blev et hit inden for alternativ amerikanske rockradio. Sangen gik ind som nummer to på den alternative amerikanske hitliste, og det var bandets fjerde top 2-hit – kun tre af singlerne fra Mellon Collie and the Infinite Sadness, "1979", "Bullet with Butterfly Wings" og "Thirty-three", havde tidligere røget op i top 2 på listen. 

## B-sider
- "Speed Kills"

"Speed Kills" er skrevet af Billy Corgan og er den originale version – i modsætning til demoversionen, der blev udgivet på MACHINA II/Friends and Enemies of Modern Music i september 2000. 

## Musikvideo
Musikvideoen er en hyldest til Salomé af Oscar Wilde. Hovedpersonen i videoen spilles af Billy Corgans daværende kæreste Yelena Yumchuk, som sangen også er dedikeret til. Derudover var det anden og sidste gang, at Melissa auf der Maur medvirkede i en af bandets musikvideoer. Bandet vandt prisen Most Visionary Video ved VH1 Fashion Awards 2000 for musikvideoen til "Stand Inside Your Love". Sharon Osbourne, der i en kort periode fungerede som bandets manager, udtrykte offentligt, at hun ikke brød sig om videoen og brugte det som argument for at stoppe samarbejdet med bandet senere hen.